# Jan Kleyna
Jan T. Kleyna és un astrònom doctorat en l'Institut d'Astronomia de la Universitat d'Hawaii. Especialitzat en la dinàmica de les galàxies, ha treballat per desenvolupar codis per a la detecció en temps real d'objectes en moviment com a satèl·lits jovians. També ha codescobert diversos dels satèl·lits de Saturn.